# Marmomac
Мармомак (итал. Marmomac) — международная выставка, посвященная технологиям обработки, дизайну и архитектуре мрамора. Мероприятие, впервые состоявшееся в 1961 году, проходит ежегодно на территории Выставочного центра Вероны.
Выставка привлекает производителей оборудования и инструментов для обработки натурального камня, строительные компании, архитекторов, дизайнеров, представителей компаний, занятых в каменнообрабатывающей промышленности, руководителей предприятий. Именно здесь инженеры, конструкторы и производители представляют самое современное оборудование, инструменты и инновационные технологии для обработки натурального камня и мрамора. Кроме того, на Мармомаке можно увидеть, выбрать и приобрести и сам природный камень, мрамор или гранит, который используется в строительстве, при отделочных работах, при оформлении интерьеров.

## Разделы экспозиции
Основными разделами выставки Мармомак являются:
- Мрамор, гранит и другие виды камня и их дизайн

- Мраморные агломераты

- Станки и оснастка для камнеобработки

- Станки и оснастка для мастерских

- Средства транспорта и подъемные механизмы

- Удаление отходов, экология и очистка

- Ритуальное искусство, художественная бронза

- Абразивные материалы, алмазный инструмент, аксессуары и химические препараты для каменной промышленности

- Технологии реставрации архитектурных памятников

- Информационные технологии, материальное обеспечение

- Отраслевые органы печати

- Отраслевые организации, ассоциации